# 클라이드뱅크

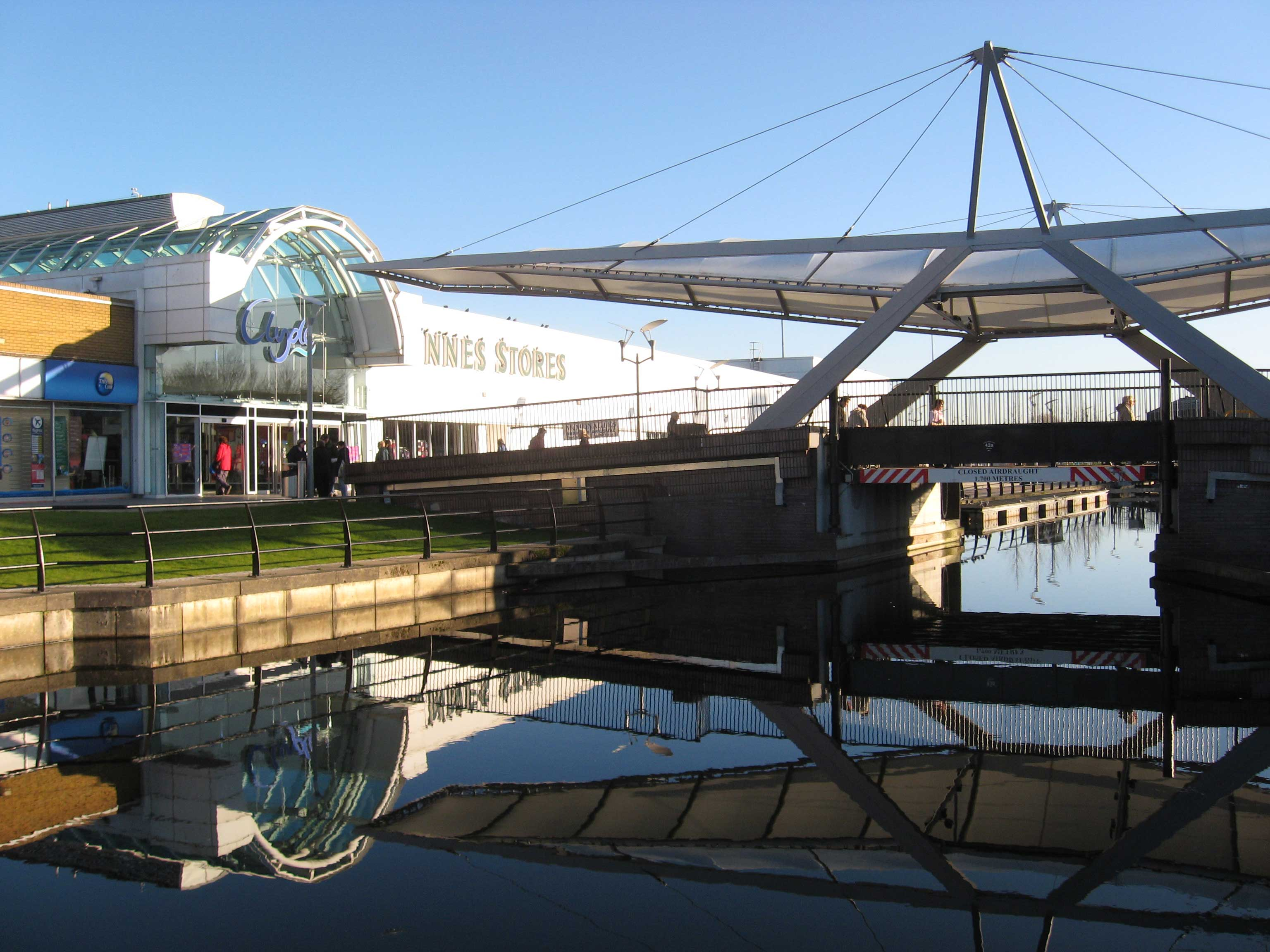
클라이드뱅크

클라이드뱅크(Clydebank)는 웨스트던바턴셔의 도시이다.